# Ares
 (juillet 2018).
Si vous disposez d'ouvrages ou d'articles de référence ou si vous connaissez des sites web de qualité traitant du thème abordé ici, merci de compléter l'article en donnant les références utiles à sa vérifiabilité et en les liant à la section « Notes et références ».
Pour les articles homonymes, voir Ares (homonymie).
Ares est un projet de famille de lanceurs civils américains de la NASA développé dans les années 2000 dans le cadre du programme Constellation et abandonné en 2010.
Le nom de cette famille de lanceurs fait clairement référence à Arès, le dieu grec de la guerre appelé Mars par les Romains. 
Quant au numéro du lanceur super lourd, celui-ci est un clin d'œil à Saturn V ayant envoyé les astronautes du programme Apollo sur la Lune.
Trois modèles de lanceur Ares devaient être développés conjointement :
- Ares I : lanceur permettant d'envoyer la capsule habitée ;
- Ares IV : lanceur lourd pouvant permettre d'envoyer une capsule habitée ;
- Ares V : lanceur lourd satellisant le reste de la charge utile de la mission.

Une version modernisée du moteur-fusée J-2 devait les propulser.
Le premier prototype, Ares I-X, a été lancé le mercredi 28 octobre 2009 à 11 h 30 EDT, depuis le Centre spatial Kennedy.
En septembre 2011, le projet Space Launch System est présenté pour le remplacer. Ce dernier reprend plusieurs points importants de ce concept.

## Comparaison

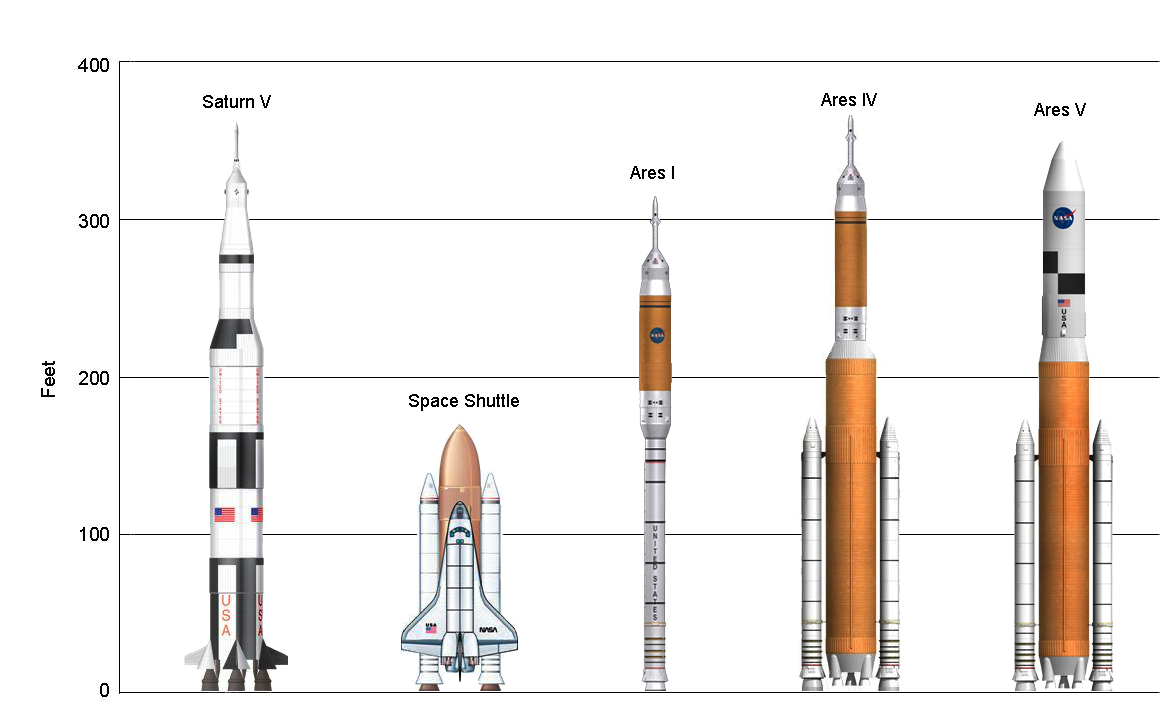
Comparaison entre Saturn V, la navette spatiale américaine et, dans l'ordre, Ares I, Ares IV et Ares V.